# NFL Draft 2015
Der NFL Draft 2015 war der 80. Auswahlprozess neuer Spieler (Draft) im American Football für die Saison 2015 der National Football League (NFL). Der Draft fand vom  30. April bis zum 2. Mai 2015 im Auditorium Theatre in Chicago, Illinois statt. Es war der erste Draft seit 50 Jahren, der nicht in New York City veranstaltet wurde.
Die Tampa Bay Buccaneers hatten das Recht, zuerst einen Spieler auszuwählen, weil sie in der vergangenen Saison die schlechteste Bilanz der Liga hatten. Die Arizona Cardinals hatten den letzten Pick im Draft, allgemein als Mr. Irrelevant bezeichnet.

## Übertragung
In den USA wurde der Draft 2015 von ESPN und NFL Network übertragen. In Deutschland konnte der Draft nur online auf NFL.com verfolgt werden.

## Reihenfolge
Springe zu Runde:
2 |
3 |
4 |
5 |
6 |
7
| Runde | Auswahl | Team                 | Spieler              | Position | College             | Conference   | Bemerkungen                                   |
| ----- | ------- | -------------------- | -------------------- | -------- | ------------------- | ------------ | --------------------------------------------- |
| 1     | 1       | Tampa Bay Buccaneers | Jameis Winston       | QB       | Florida State       | ACC          |                                               |
| 1     | 2       | Tennessee Titans     | Marcus Mariota       | QB       | Oregon              | Pac-12       |                                               |
| 1     | 3       | Jacksonville Jaguars | Dante Fowler         | DE       | Florida             | SEC          |                                               |
| 1     | 4       | Oakland Raiders      | Amari Cooper         | WR       | Alabama             | SEC          |                                               |
| 1     | 5       | Washington Redskins  | Brandon Scherff      | OT       | Iowa                | Big Ten      |                                               |
| 1     | 6       | New York Jets        | Leonard Williams     | DE       | USC                 | Pac-12       |                                               |
| 1     | 7       | Chicago Bears        | Kevin White          | WR       | West Virginia       | Big 12       |                                               |
| 1     | 8       | Atlanta Falcons      | Vic Beasley          | DE       | Clemson             | ACC          |                                               |
| 1     | 9       | New York Giants      | Ereck Flowers        | OT       | Miami (FL)          | ACC          |                                               |
| 1     | 10      | St. Louis Rams       | Todd Gurley          | RB       | Georgia             | SEC          |                                               |
| 1     | 11      | Minnesota Vikings    | Trae Waynes          | CB       | Michigan State      | Big Ten      |                                               |
| 1     | 12      | Cleveland Browns     | Danny Shelton        | DT       | Washington          | Pac-12       |                                               |
| 1     | 13      | New Orleans Saints   | Andrus Peat          | OT       | Stanford            | Pac-12       |                                               |
| 1     | 14      | Miami Dolphins       | DeVante Parker       | WR       | Louisville          | ACC          |                                               |
| 1     | 15      | San Diego Chargers   | Melvin Gordon        | RB       | Wisconsin           | Big Ten      | Pick von den 49ers                            |
| 1     | 16      | Houston Texans       | Kevin Johnson        | CB       | Wake Forest         | ACC          |                                               |
| 1     | 17      | San Francisco 49ers  | Arik Armstead        | DE       | Oregon              | Pac-12       | Pick von den Chargers                         |
| 1     | 18      | Kansas City Chiefs   | Marcus Peters        | CB       | Washington          | Pac-12       |                                               |
| 1     | 19      | Cleveland Browns     | Cameron Erving       | C        | Florida State       | ACC          | Pick von den Bills                            |
| 1     | 20      | Philadelphia Eagles  | Nelson Agholor       | WR       | USC                 | Pac-12       |                                               |
| 1     | 21      | Cincinnati Bengals   | Cedric Ogbuehi       | OT       | Texas A&M           | SEC          |                                               |
| 1     | 22      | Pittsburgh Steelers  | Bud Dupree           | LB       | Kentucky            | SEC          |                                               |
| 1     | 23      | Denver Broncos       | Shane Ray            | DE       | Missouri            | SEC          | Pick von den Lions                            |
| 1     | 24      | Arizona Cardinals    | D. J. Humphries      | OT       | Florida             | SEC          |                                               |
| 1     | 25      | Carolina Panthers    | Shaq Thompson        | LB       | Washington          | Pac-12       |                                               |
| 1     | 26      | Baltimore Ravens     | Breshad Perriman     | WR       | UCF                 | The American |                                               |
| 1     | 27      | Dallas Cowboys       | Byron Jones          | CB       | Connecticut         | The American |                                               |
| 1     | 28      | Detroit Lions        | Laken Tomlinson      | OG       | Duke                | ACC          | Pick von den Broncos                          |
| 1     | 29      | Indianapolis Colts   | Phillip Dorsett      | WR       | Miami (FL)          | ACC          |                                               |
| 1     | 30      | Green Bay Packers    | Damarious Randall    | S        | Arizona State       | Pac-12       |                                               |
| 1     | 31      | New Orleans Saints   | Stephone Anthony     | LB       | Clemson             | ACC          | Pick von den Seahawks                         |
| 1     | 32      | New England Patriots | Malcom Brown         | DT       | Texas               | Big 12       |                                               |
| 2     | 33      | New York Giants      | Landon Collins       | S        | Alabama             | SEC          | Pick von den Titans                           |
| 2     | 34      | Tampa Bay Buccaneers | Donovan Smith        | OT       | Penn State          | Big Ten      |                                               |
| 2     | 35      | Oakland Raiders      | Mario Edwards Jr.    | DE       | Florida State       | ACC          |                                               |
| 2     | 36      | Jacksonville Jaguars | T. J. Yeldon         | RB       | Alabama             | SEC          |                                               |
| 2     | 37      | New York Jets        | Devin Smith          | WR       | Ohio State          | Big Ten      |                                               |
| 2     | 38      | Washington Redskins  | Preston Smith        | DE       | Mississippi State   | SEC          |                                               |
| 2     | 39      | Chicago Bears        | Eddie Goldman        | DT       | Florida State       | ACC          |                                               |
| 2     | 40      | Tennessee Titans     | Dorial Green-Beckham | WR       | Missouri            | SEC          | Pick von den Giants                           |
| 2     | 41      | Carolina Panthers    | Devin Funchess       | WR       | Michigan            | Big Ten      | Pick von den Rams                             |
| 2     | 42      | Atlanta Falcons      | Jalen Collins        | CB       | LSU                 | SEC          |                                               |
| 2     | 43      | Houston Texans       | Benardrick McKinney  | LB       | Mississippi State   | SEC          | Pick von den Browns                           |
| 2     | 44      | New Orleans Saints   | Hau'oli Kikaha       | LB       | Washington          | Pac-12       |                                               |
| 2     | 45      | Minnesota Vikings    | Eric Kendricks       | LB       | UCLA                | Pac-12       |                                               |
| 2     | 46      | San Francisco 49ers  | Jaquiski Tartt       | S        | Samford             | SoCon        |                                               |
| 2     | 47      | Philadelphia Eagles  | Eric Rowe            | CB       | Utah                | Pac-12       | Pick von den Dolphins                         |
| 2     | 48      | San Diego Chargers   | Denzel Perryman      | LB       | Miami (FL)          | ACC          |                                               |
| 2     | 49      | Kansas City Chiefs   | Mitch Morse          | OG       | Missouri            | SEC          |                                               |
| 2     | 50      | Buffalo Bills        | Ronald Darby         | CB       | Florida State       | ACC          |                                               |
| 2     | 51      | Cleveland Browns     | Nate Orchard         | DE       | Utah                | Pac-12       | Pick von den Texans                           |
| 2     | 52      | Miami Dolphins       | Jordan Phillips      | DT       | Oklahoma            | Big 12       | Pick von den Eagles                           |
| 2     | 53      | Cincinnati Bengals   | Jake Fisher          | OT       | Oregon              | Pac-12       |                                               |
| 2     | 54      | Detroit Lions        | Ameer Abdullah       | RB       | Nebraska            | Big Ten      |                                               |
| 2     | 55      | Baltimore Ravens     | Maxx Williams        | TE       | Minnesota           | Big Ten      | Pick von den Cardinals                        |
| 2     | 56      | Pittsburgh Steelers  | Senquez Golson       | CB       | Ole Miss            | SEC          |                                               |
| 2     | 57      | St. Louis Rams       | Rob Havenstein       | OT       | Wisconsin           | Big Ten      | Pick von den Panthers                         |
| 2     | 58      | Arizona Cardinals    | Markus Golden        | DE       | Missouri            | SEC          | Pick von den Ravens                           |
| 2     | 59      | Denver Broncos       | Ty Sambrailo         | OT       | Colorado State      | MW           |                                               |
| 2     | 60      | Dallas Cowboys       | Randy Gregory        | LB       | Nebraska            | Big Ten      |                                               |
| 2     | 61      | Tampa Bay Buccaneers | Ali Marpet           | OG       | Hobart              | Liberty      | Pick von den Colts                            |
| 2     | 62      | Green Bay Packers    | Quinten Rollins      | CB       | Miami (OH)          | MAC          |                                               |
| 2     | 63      | Seattle Seahawks     | Frank Clark          | DE       | Michigan            | Big Ten      |                                               |
| 2     | 64      | New England Patriots | Jordan Richards      | S        | Stanford            | Pac-12       |                                               |
| 3     | 65      | Indianapolis Colts   | D'Joun Smith         | CB       | Florida Atlantic    | C-USA        | Pick von den Buccaneers                       |
| 3     | 66      | Tennessee Titans     | Jeremiah Poutasi     | OG       | Utah                | Pac-12       |                                               |
| 3     | 67      | Jacksonville Jaguars | A. J. Cann           | OG       | South Carolina      | SEC          |                                               |
| 3     | 68      | Oakland Raiders      | Clive Walford        | TE       | Miami (FL)          | ACC          |                                               |
| 3     | 69      | Seattle Seahawks     | Tyler Lockett        | WR       | Kansas State        | Big 12       | Pick von den Redskins                         |
| 3     | 70      | Houston Texans       | Jaelen Strong        | WR       | Arizona State       | Pac-12       | Pick von den Jets                             |
| 3     | 71      | Chicago Bears        | Hroniss Grasu        | C        | Oregon              | Pac-12       |                                               |
| 3     | 72      | St. Louis Rams       | Jamon Brown          | OT       | Louisville          | ACC          |                                               |
| 3     | 73      | Atlanta Falcons      | Tevin Coleman        | RB       | Indiana             | Big Ten      |                                               |
| 3     | 74      | New York Giants      | Owa Odighizuwa       | DE       | UCLA                | Pac-12       |                                               |
| 3     | 75      | New Orleans Saints   | Garrett Grayson      | QB       | Colorado State      | MW           |                                               |
| 3     | 76      | Kansas City Chiefs   | Chris Conley         | WR       | Georgia             | SEC          | Pick von den Vikings                          |
| 3     | 77      | Cleveland Browns     | Duke Johnson         | RB       | Miami (FL)          | ACC          |                                               |
| 3     | 78      | New Orleans Saints   | P. J. Williams       | CB       | Florida State       | ACC          | Pick von den Dolphins                         |
| 3     | 79      | San Francisco 49ers  | Eli Harold           | DE       | Virginia            | ACC          |                                               |
| 3     | 80      | Detroit Lions        | Alex Carter          | CB       | Stanford            | Pac-12       | Pick von den Chiefs via Vikings               |
| 3     | 81      | Buffalo Bills        | John Miller          | OG       | Louisville          | ACC          |                                               |
| 3     | 82      | New York Jets        | Lorenzo Mauldin      | LB       | Louisville          | ACC          | Pick von den Texans                           |
| 3     | 83      | San Diego Chargers   | Craig Mager          | CB       | Texas State         | Sun Belt     |                                               |
| 3     | 84      | Philadelphia Eagles  | Jordan Hicks         | LB       | Texas               | Big 12       |                                               |
| 3     | 85      | Cincinnati Bengals   | Tyler Kroft          | TE       | Rutgers             | Big Ten      |                                               |
| 3     | 86      | Arizona Cardinals    | David Johnson        | RB       | Northern Iowa       | MVFC         |                                               |
| 3     | 87      | Pittsburgh Steelers  | Sammie Coates        | WR       | Auburn              | SEC          |                                               |
| 3     | 88      | Minnesota Vikings    | Danielle Hunter      | DE       | LSU                 | SEC          | Pick von den Lions                            |
| 3     | 89      | St. Louis Rams       | Sean Mannion         | QB       | Oregon State        | Pac-12       | Pick von den Panthers                         |
| 3     | 90      | Baltimore Ravens     | Carl Davis           | DT       | Iowa                | Big Ten      |                                               |
| 3     | 91      | Dallas Cowboys       | Chaz Green           | OT       | Florida             | SEC          |                                               |
| 3     | 92      | Denver Broncos       | Jeff Heuerman        | TE       | Ohio State          | Big Ten      |                                               |
| 3     | 93      | Indianapolis Colts   | Henry Anderson       | DE       | Stanford            | Pac-12       |                                               |
| 3     | 94      | Green Bay Packers    | Ty Montgomery        | WR       | Stanford            | Pac-12       |                                               |
| 3     | 95      | Washington Redskins  | Matt Jones           | RB       | Florida             | SEC          | Pick von den Seahawks                         |
| 3     | 96      | Cleveland Browns     | Xavier Cooper        | DT       | Washington State    | Pac-12       | Pick von den Patriots                         |
| 3     | 97      | New England Patriots | Geneo Grissom        | DE       | Oklahoma            | Big 12       | Compensatory Pick                             |
| 3     | 98      | Kansas City Chiefs   | Steven Nelson        | CB       | Oregon State        | Pac-12       | Compensatory Pick                             |
| 3     | 99      | Cincinnati Bengals   | Paul Dawson          | LB       | TCU                 | Big 12       | Compensatory Pick                             |
| 4     | 100     | Tennessee Titans     | Angelo Blackson      | DT       | Auburn              | SEC          |                                               |
| 4     | 101     | New England Patriots | Trey Flowers         | DE       | Arkansas            | SEC          | Pick von den Buccaneers                       |
| 4     | 102     | Carolina Panthers    | Daryl Williams       | OT       | Oklahoma            | Big 12       | Pick von den Raiders                          |
| 4     | 103     | New York Jets        | Bryce Petty          | QB       | Baylor              | Big 12       | Pick von den Jaguars                          |
| 4     | 104     | Jacksonville Jaguars | James Sample         | S        | Louisville          | ACC          | Pick von den Jets                             |
| 4     | 105     | Washington Redskins  | Jamison Crowder      | WR       | Duke                | ACC          |                                               |
| 4     | 106     | Chicago Bears        | Jeremy Langford      | RB       | Michigan State      | Big Ten      |                                               |
| 4     | 107     | Atlanta Falcons      | Justin Hardy         | WR       | East Carolina       | The American |                                               |
| 4     | 108     | Tennessee Titans     | Jalston Fowler       | FB       | Alabama             | SEC          | Pick von den Giants                           |
| 4     | 109     | Indianapolis Colts   | Clayton Geathers     | S        | UCF                 | The American | Pick von den Rams via Buccaneers              |
| 4     | 110     | Minnesota Vikings    | T. J. Clemmings      | OT       | Pittsburgh          | ACC          |                                               |
| 4     | 111     | New England Patriots | Tre' Jackson         | OG       | Florida State       | ACC          | Pick von den Browns                           |
| 4     | 112     | Washington Redskins  | Arie Kouandjio       | OG       | Alabama             | SEC          | Pick von den Saints via Seahawks              |
| 4     | 113     | Detroit Lions        | Gabe Wright          | DT       | Auburn              | SEC          | Pick von den 49ers via Eagles                 |
| 4     | 114     | Miami Dolphins       | Jamil Douglas        | OG       | Arizona State       | Pac-12       |                                               |
| 4     | 115     | Cleveland Browns     | Ibraheim Campbell    | S        | Northwestern        | Big Ten      | Pick von den Bills                            |
| 4     | 116     | Arizona Cardinals    | Rodney Gunter        | DT       | Delaware State      | MEAC         | Pick von den Texans via Browns                |
| 4     | 117     | San Francisco 49ers  | Blake Bell           | TE       | Oklahoma            | Big 12       | Pick von den Chargers                         |
| 4     | 118     | Kansas City Chiefs   | Ramik Wilson         | LB       | Georgia             | SEC          |                                               |
| 4     | 119     | St. Louis Rams       | Andrew Donnal        | OT       | Iowa                | Big Ten      | Pick von den Eagles                           |
| 4     | 120     | Cincinnati Bengals   | Josh Shaw            | CB       | USC                 | Pac-12       |                                               |
| 4     | 121     | Pittsburgh Steelers  | Doran Grant          | CB       | Ohio State          | Big Ten      |                                               |
| 4     | 122     | Baltimore Ravens     | Za'Darius Smith      | LB       | Kentucky            | SEC          | Pick von den Lions                            |
| 4     | 123     | Cleveland Browns     | Vince Mayle          | WR       | Washington State    | Pac-12       | Pick von den Cardinals                        |
| 4     | 124     | Tampa Bay Buccaneers | Kwon Alexander       | LB       | LSU                 | SEC          | Pick von den Panthers via Raiders             |
| 4     | 125     | Baltimore Ravens     | Javorius Allen       | RB       | USC                 | Pac-12       |                                               |
| 4     | 126     | San Francisco 49ers  | Mike Davis           | RB       | South Carolina      | SEC          | Pick von den Broncos                          |
| 4     | 127     | Dallas Cowboys       | Damien Wilson        | LB       | Minnesota           | Big Ten      |                                               |
| 4     | 128     | Oakland Raiders      | Jon Feliciano        | OG       | Miami (FL)          | ACC          | Pick von den Colts via Buccaneers             |
| 4     | 129     | Green Bay Packers    | Jake Ryan            | LB       | Michigan            | Big Ten      |                                               |
| 4     | 130     | Seattle Seahawks     | Terry Poole          | OG       | San Diego State     | MW           |                                               |
| 4     | 131     | New England Patriots | Shaq Mason           | C        | Georgia Tech        | ACC          |                                               |
| 4     | 132     | San Francisco 49ers  | DeAndre Smelter      | WR       | Georgia Tech        | ACC          | Compensatory Pick                             |
| 4     | 133     | Denver Broncos       | Max Garcia           | C        | Florida             | SEC          | Compensatory Pick                             |
| 4     | 134     | Seattle Seahawks     | Mark Glowinski       | OG       | West Virginia       | Big 12       | Compensatory Pick                             |
| 4     | 135     | Cincinnati Bengals   | Marcus Hardison      | DE       | Arizona State       | Pac-12       | Compensatory Pick                             |
| 4     | 136     | Baltimore Ravens     | Tray Walker          | CB       | Texas Southern      | SWAC         | Compensatory Pick                             |
| 5     | 137     | Atlanta Falcons      | Grady Jarrett        | DT       | Clemson             | ACC          | Pick von den Buccaneers via Bills und Vikings |
| 5     | 138     | Tennessee Titans     | David Cobb           | RB       | Minnesota           | Big Ten      |                                               |
| 5     | 139     | Jacksonville Jaguars | Rashad Greene        | WR       | Florida State       | ACC          |                                               |
| 5     | 140     | Oakland Raiders      | Ben Heeney           | LB       | Kansas              | Big 12       |                                               |
| 5     | 141     | Washington Redskins  | Martrell Spaight     | LB       | Arkansas            | SEC          |                                               |
| 5     | 142     | Chicago Bears        | Adrian Amos          | S        | Penn State          | Big Ten      | Pick von den Jets                             |
| 5     | 143     | Minnesota Vikings    | MyCole Pruitt        | TE       | Southern Illinois   | MVFC         | Pick von den Bears via Broncos und Lions      |
| 5     | 144     | New York Giants      | Mykkele Thompson     | S        | Texas               | Big 12       |                                               |
| 5     | 145     | Miami Dolphins       | Bobby McCain         | CB       | Memphis             | The American | Pick von den Rams via Eagles                  |
| 5     | 146     | Minnesota Vikings    | Stefon Diggs         | WR       | Maryland            | Big Ten      | Pick von den Falcons                          |
| 5     | 147     | Green Bay Packers    | Brett Hundley        | QB       | UCLA                | Pac-12       | Pick von den Browns via Patriots              |
| 5     | 148     | New Orleans Saints   | Davis Tull           | LB       | Chattanooga         | SoCon        |                                               |
| 5     | 149     | Miami Dolphins       | Jay Ajayi            | RB       | Boise State         | MW           | Pick von den Vikings                          |
| 5     | 150     | Miami Dolphins       | Cedric Thompson      | S        | Minnesota           | Big Ten      |                                               |
| 5     | 151     | Indianapolis Colts   | David Parry          | DT       | Stanford            | Pac-12       | Pick von den 49ers                            |
| 5     | 152     | New York Jets        | Jarvis Harrison      | OG       | Texas A&M           | SEC          | Pick von den Texans                           |
| 5     | 153     | San Diego Chargers   | Kyle Emanuel         | LB       | North Dakota State  | MVFC         |                                               |
| 5     | 154     | New Orleans Saints   | Tyeler Davison       | DT       | Fresno State        | MW           | Pick von den Chiefs                           |
| 5     | 155     | Buffalo Bills        | Karlos Williams      | RB       | Florida State       | ACC          |                                               |
| 5     | 156     | Miami Dolphins       | Tony Lippett         | WR       | Michigan State      | Big Ten      | Pick von den Eagles                           |
| 5     | 157     | Cincinnati Bengals   | C. J. Uzomah         | TE       | Auburn              | SEC          |                                               |
| 5     | 158     | Arizona Cardinals    | Shaquille Riddick    | DE       | West Virginia       | Big 12       | Pick von den Lions via Ravens                 |
| 5     | 159     | Arizona Cardinals    | J. J. Nelson         | WR       | UAB                 | C-USA        |                                               |
| 5     | 160     | Pittsburgh Steelers  | Jesse James          | TE       | Penn State          | Big Ten      |                                               |
| 5     | 161     | Oakland Raiders      | Neiron Ball          | LB       | Florida             | SEC          | Pick von den Panthers                         |
| 5     | 162     | Tampa Bay Buccaneers | Kenny Bell           | WR       | Nebraska            | Big Ten      | Pick von den Ravens                           |
| 5     | 163     | Dallas Cowboys       | Ryan Russell         | DE       | Purdue              | Big Ten      |                                               |
| 5     | 164     | Denver Broncos       | Lorenzo Doss         | CB       | Tulane              | The American |                                               |
| 5     | 165     | San Francisco 49ers  | Bradley Pinion       | P        | Clemson             | ACC          | Pick von den Colts                            |
| 5     | 166     | New England Patriots | Joe Cardona          | LS       | Navy                | Ind. (FBS)   | Pick von den Packers                          |
| 5     | 167     | New Orleans Saints   | Damian Swann         | CB       | Georgia             | SEC          | Pick von den Seahawks via Redskins            |
| 5     | 168     | Detroit Lions        | Michael Burton       | FB       | Rutgers             | Big Ten      | Pick von den Patriots via Buccaneers          |
| 5     | 169     | Carolina Panthers    | David Mayo           | LB       | Texas State         | Sun Belt     | Compensatory Pick                             |
| 5     | 170     | Seattle Seahawks     | Tye Smith            | CB       | Towson              | CAA          | Compensatory Pick                             |
| 5     | 171     | Baltimore Ravens     | Nick Boyle           | TE       | Delaware            | CAA          | Compensatory Pick                             |
| 5     | 172     | Kansas City Chiefs   | D. J. Alexander      | LB       | Oregon State        | Pac-12       | Compensatory Pick                             |
| 5     | 173     | Kansas City Chiefs   | James O’Shaughnessy  | TE       | Illinois State      | MVFC         | Compensatory Pick                             |
| 5     | 174     | Carolina Panthers    | Cameron Artis-Payne  | RB       | Auburn              | SEC          | Compensatory Pick                             |
| 5     | 175     | Houston Texans       | Keith Mumphery       | WR       | Michigan State      | Big Ten      | Compensatory Pick                             |
| 5     | 176     | Baltimore Ravens     | Robert Myers         | OG       | Tennessee State     | OVC          | Compensatory Pick                             |
| 6     | 177     | Tennessee Titans     | Deiontrez Mount      | LB       | Louisville          | ACC          |                                               |
| 6     | 178     | New England Patriots | Matthew Wells        | LB       | Mississippi State   | SEC          | Pick von den Buccaneers                       |
| 6     | 179     | Oakland Raiders      | Max Valles           | LB       | Virginia            | ACC          |                                               |
| 6     | 180     | Jacksonville Jaguars | Michael Bennett      | DT       | Ohio State          | Big Ten      |                                               |
| 6     | 181     | Washington Redskins  | Kyshoen Jarrett      | S        | Virginia Tech       | ACC          | Pick von den Jets via Seahawks                |
| 6     | 182     | Washington Redskins  | Tevin Mitchel        | CB       | Arkansas            | SEC          |                                               |
| 6     | 183     | Chicago Bears        | Tayo Fabuluje        | OT       | TCU                 | Big 12       |                                               |
| 6     | 184     | Tampa Bay Buccaneers | Kaelin Clay          | WR       | Utah                | Pac-12       | Pick von den Rams                             |
| 6     | 185     | Minnesota Vikings    | Tyrus Thompson       | OT       | Oklahoma            | Big 12       | Pick von den Falcons                          |
| 6     | 186     | New York Giants      | Geremy Davis         | WR       | Connecticut         | The American |                                               |
| 6     | 187     | Washington Redskins  | Evan Spencer         | WR       | Ohio State          | Big Ten      | Pick von den Saints                           |
| 6     | 188     | Buffalo Bills        | Tony Steward         | LB       | Clemson             | ACC          | Pick von den Vikings                          |
| 6     | 189     | Cleveland Browns     | Charles Gaines       | CB       | Louisville          | ACC          |                                               |
| 6     | 190     | San Francisco 49ers  | Ian Silberman        | OG       | Boston College      | ACC          |                                               |
| 6     | 191     | Philadelphia Eagles  | JaCorey Shepherd     | CB       | Kansas              | Big 12       | Pick von den Dolphins                         |
| 6     | 192     | San Diego Chargers   | Darius Philon        | DT       | Arkansas            | SEC          |                                               |
| 6     | 193     | Minnesota Vikings    | B. J. Dubose         | DE       | Louisville          | ACC          | Pick von den Chiefs                           |
| 6     | 194     | Buffalo Bills        | Nick O’Leary         | TE       | Florida State       | ACC          |                                               |
| 6     | 195     | Cleveland Browns     | Malcolm Johnson      | TE       | Mississippi State   | SEC          | Pick von den Texans                           |
| 6     | 196     | Philadelphia Eagles  | Randall Evans        | CB       | Kansas State        | Big 12       |                                               |
| 6     | 197     | Cincinnati Bengals   | Derron Smith         | S        | Fresno State        | MW           |                                               |
| 6     | 198     | Cleveland Browns     | Randall Telfer       | TE       | USC                 | Pac-12       | Pick von den Cardinals                        |
| 6     | 199     | Pittsburgh Steelers  | Leterrius Walton     | DT       | Central Michigan    | MAC          |                                               |
| 6     | 200     | Detroit Lions        | Quandre Diggs        | S        | Texas               | Big 12       |                                               |
| 6     | 201     | St. Louis Rams       | Bud Sasser           | WR       | Missouri            | SEC          | Pick von den Panthers                         |
| 6     | 202     | New England Patriots | A. J. Derby          | TE       | Arkansas            | SEC          | Pick von den Ravens via Browns                |
| 6     | 203     | Denver Broncos       | Darius Kilgo         | DT       | Maryland            | Big Ten      |                                               |
| 6     | 204     | Baltimore Ravens     | Darren Waller        | WR       | Georgia Tech        | ACC          | Pick von den Cowboys                          |
| 6     | 205     | Indianapolis Colts   | Josh Robinson        | RB       | Mississippi State   | SEC          |                                               |
| 6     | 206     | Green Bay Packers    | Aaron Ripkowski      | FB       | Oklahoma            | Big 12       |                                               |
| 6     | 207     | Indianapolis Colts   | Amarlo Herrera       | LB       | Georgia             | SEC          | Pick von den Seahawks                         |
| 6     | 208     | Tennessee Titans     | Andy Gallik          | C        | Boston College      | ACC          | Pick von den Patriots                         |
| 6     | 209     | Seattle Seahawks     | Obum Gwacham         | DE       | Oregon State        | Pac-12       | Compensatory Pick                             |
| 6     | 210     | Green Bay Packers    | Christian Ringo      | DE       | Louisiana-Lafayette | Sun Belt     | Compensatory Pick                             |
| 6     | 211     | Houston Texans       | Reshard Cliett       | LB       | USF                 | The American | Compensatory Pick                             |
| 6     | 212     | Pittsburgh Steelers  | Anthony Chickillo    | DE       | Miami (FL)          | ACC          | Compensatory Pick                             |
| 6     | 213     | Green Bay Packers    | Kennard Backman      | TE       | UAB                 | C-USA        | Compensatory Pick                             |
| 6     | 214     | Seattle Seahawks     | Kristjan Sokoli      | DT       | Buffalo             | MAC          | Compensatory Pick                             |
| 6     | 215     | St. Louis Rams       | Cody Wichmann        | OG       | Fresno State        | MW           | Compensatory Pick                             |
| 6     | 216     | Houston Texans       | Christian Covington  | DT       | Rice                | C-USA        | Compensatory Pick                             |
| 6     | 217     | Kansas City Chiefs   | Rakeem Nunez-Roches  | DT       | Southern Miss       | C-USA        | Compensatory Pick                             |
| 7     | 218     | Oakland Raiders      | Anthony Morris       | OT       | Tennessee State     | OVC          | Pick von den Buccaneers                       |
| 7     | 219     | Cleveland Browns     | Hayes Pullard        | LB       | USC                 | Pac-12       | Pick von den Titans via Patriots              |
| 7     | 220     | Jacksonville Jaguars | Neal Sterling        | WR       | Monmouth            | Big South    |                                               |
| 7     | 221     | Oakland Raiders      | Andre Debose         | WR       | Florida             | SEC          |                                               |
| 7     | 222     | Washington Redskins  | Austin Reiter        | C        | USF                 | The American |                                               |
| 7     | 223     | New York Jets        | Deon Simon           | DT       | Northwestern State  | Southland    |                                               |
| 7     | 224     | St. Louis Rams       | Bryce Hager          | LB       | Baylor              | Big 12       | Pick von den Bears via Jets                   |
| 7     | 225     | Atlanta Falcons      | Jake Rodgers         | OT       | Eastern Washington  | Big Sky      |                                               |
| 7     | 226     | New York Giants      | Bobby Hart           | OT       | Florida State       | ACC          |                                               |
| 7     | 227     | St. Louis Rams       | Martin Ifedi         | DE       | Memphis             | The American |                                               |
| 7     | 228     | Minnesota Vikings    | Austin Shepherd      | OT       | Alabama             | SEC          |                                               |
| 7     | 229     | Jacksonville Jaguars | Ben Koyack           | TE       | Notre Dame          | Ind. (FBS)   | Pick von den Browns via Texans und Jets       |
| 7     | 230     | New Orleans Saints   | Marcus Murphy        | RB       | Missouri            | SEC          |                                               |
| 7     | 231     | Tampa Bay Buccaneers | Joey Iosefa          | FB       | Hawaii              | MW           | Pick von den Dolphins via Ravens und Lions    |
| 7     | 232     | Minnesota Vikings    | Edmond Robinson      | LB       | Newberry            | SAC          | Pick von den 49ers via Dolphins               |
| 7     | 233     | Kansas City Chiefs   | Da'Ron Brown         | WR       | NIU                 | MAC          |                                               |
| 7     | 234     | Buffalo Bills        | Dezmin Lewis         | WR       | Central Arkansas    | Southland    |                                               |
| 7     | 235     | Houston Texans       | Kenny Hilliard       | RB       | LSU                 | SEC          |                                               |
| 7     | 236     | Dallas Cowboys       | Mark Nzeocha         | LB       | Wyoming             | MW           | Pick von den Chargers                         |
| 7     | 237     | Philadelphia Eagles  | Brian Mihalik        | DE       | Boston College      | ACC          |                                               |
| 7     | 238     | Cincinnati Bengals   | Mario Alford         | WR       | West Virginia       | Big 12       |                                               |
| 7     | 239     | Pittsburgh Steelers  | Gerod Holliman       | S        | Louisville          | ACC          |                                               |
| 7     | 240     | Detroit Lions        | Corey Robinson       | OT       | South Carolina      | SEC          |                                               |
| 7     | 241     | Cleveland Browns     | Ifo Ekpre-Olomu      | CB       | Oregon              | Pac-12       | Pick von den Cardinals                        |
| 7     | 242     | Oakland Raiders      | Dexter McDonald      | CB       | Kansas              | Big 12       | Pick von den Panthers                         |
| 7     | 243     | Dallas Cowboys       | Laurence Gibson      | OT       | Virginia Tech       | ACC          | Pick von den Ravens                           |
| 7     | 244     | San Francisco 49ers  | Trent Brown          | OT       | Florida             | SEC          | Pick von den Cowboys via Colts                |
| 7     | 245     | Tennessee Titans     | Tre McBride          | WR       | William & Mary      | CAA          | Pick von den Broncos via Giants               |
| 7     | 246     | Dallas Cowboys       | Geoff Swaim          | TE       | Texas               | Big 12       | Pick von den Colts via 49ers                  |
| 7     | 247     | New England Patriots | Darryl Roberts       | CB       | Marshall            | C-USA        | Pick von den Packers                          |
| 7     | 248     | Seattle Seahawks     | Ryan Murphy          | S        | Oregon State        | Pac-12       |                                               |
| 7     | 249     | Atlanta Falcons      | Akeem King           | CB       | San Jose State      | MW           | Pick von den Patriots via Rams                |
| 7     | 250     | Denver Broncos       | Trevor Siemian       | QB       | Northwestern        | Big Ten      | Compensatory Pick                             |
| 7     | 251     | Denver Broncos       | Taurean Nixon        | CB       | Tulane              | The American | Compensatory Pick                             |
| 7     | 252     | Denver Broncos       | Josh Furman          | S        | Oklahoma State      | Big 12       | Compensatory Pick                             |
| 7     | 253     | New England Patriots | Xzavier Dickson      | LB       | Alabama             | SEC          | Compensatory Pick                             |
| 7     | 254     | San Francisco 49ers  | Rory Anderson        | TE       | South Carolina      | SEC          | Compensatory Pick                             |
| 7     | 255     | Indianapolis Colts   | Denzelle Good        | OT       | Mars Hill           | SAC          | Compensatory Pick                             |
| 7     | 256     | Arizona Cardinals    | Gerald Christian     | TE       | Louisville          | ACC          | Compensatory Pick                             |

## Trades
Bei den Trades bedeutet der Hinweis (VD), dass der Trade vor dem Draft abgeschlossen wurde (Vor dem Draft) und der Hinweis (D) bedeutet, dass der Trade während des Draftes abgeschlossen wurde.

### Runde 1
1. ↑  Pick 15: San Francisco 49ers → San Diego Chargers (D): Die 49ers tauschten Pick 15 gegen San Diegos Pick 17, Pick 117 und einen Fünftrundenpick 2016.
2. ↑  Pick 17: San Diego Chargers → San Francisco 49ers (D): Siehe Pick 15.
3. ↑  Pick 19: Buffalo Bills → Cleveland Browns (VD): Buffalo tauschte seinen diesjährigen Erst- und Fünftrundenpick und ihren Erstrundenpick 2014 gegen Clevelands Erstrundenpick 2014.
4. ↑  Pick 23: Detroit Lions → Denver Broncos (D): Detroit tauschte diesen Pick gegen Denvers diesjährigen Erst- und Fünftrundenpick, einen Erstrundenpick 2016 und OG Manny Ramirez.
5. ↑  Pick 28: Denver Broncos → Detroit Lions (D): siehe Pick 23.
6. ↑  Pick 31: Seattle Seahawks → New Orleans Saints (VD): Seattle tauschte seinen Erstrundenpick und C Max Unger gegen New Orleans' diesjährigen Viertrundenpick und TE Jimmy Graham.

## Übersicht

### Nach Position
| Offense: - 35 Wide Receiver - 24 Offensive Tackles - 19 Tight Ends - 18 Runningbacks - 16 Offensive Guards - 07 Quarterbacks - 06 Centers - 04 Full Backs | Defense: - 34 Linebackers - 30 Cornerbacks - 23 Defensive Ends - 20 Defensive Tackles - 16 Safeties | Special Teams: - 1 Punter - 1 Long Snapper |

### Nach College
Angegeben sind alle Colleges, von denen mehr als ein Spieler ausgewählt wurde.
| Picks | College |
| ----- | --- |
| 11    | Florida State |
| 10    | Louisville |
| 08    | Florida |
| 07    | Alabama, Miami (FL) |
| 06    | Missouri, Oklahoma, Stanford, USC |
| 05    | Arkansas, Auburn, Clemson, Georgia, Mississippi State, Ohio State, Oregon, Oregon State, Texas |
| 04    | Arizona State, LSU, Michigan State, Minnesota, South Carolina, Utah, Washington, West Virginia |
| 03    | Boston College, Fresno State, Georgia Tech, Iowa, Kansas, Michigan, Nebraska, Penn State, UCLA |
| 02    | Baylor, Colorado State, Connecticut, Duke, Kansas State, Kentucky, Maryland, Memphis, Northwestern, Rutgers, TCU, Tennessee State, Texas A&M, Texas State, Tulane, UAB, UCF, USF, Virginia, Virginia Tech, Washington State, Wisconsin |

## Supplemental Draft
Am 9. Juli 2015 fand außerdem ein Supplemental Draft statt. Für jeden Pick im Supplemental Draft verliert ein Team seinen Pick in der entsprechenden Runde im regulären Draft im nächsten Jahr. Von sieben verfügbaren Spielern wurde nur einer ausgewählt.
| Runde | Auswahl | Team           | Spieler       | Position | College | Conference | Bemerkungen |
| ----- | ------- | -------------- | ------------- | -------- | ------- | ---------- | ----------- |
| 5     | –       | St. Louis Rams | Isaiah Battle | OT       | Clemson | ACC        |             |